# كأس بالمر
كأس بالمر هو كأس يعود تاريخه إلى الفترة من 1200 إلى 1215 ميلادي من الجزيرة الفراتية (ما بين العراق وسوريا)، وهو مثال على الزجاج الإسلامي المبكر. يوصف أحيانًا بأنه أيوبي، لأنه يتوافق مع الوقت الذي تنازع فيه الأيوبيون على السيطرة على مناطق شمال بلاد الرافدين مع الزنكيين والأرتقيين، لكنه ينتمي فنيًا إلى منطقة شمال بلاد ما بين النهرين، في مكان ما في الجزيرة الفراتية. وهو الآن في المتحف البريطاني، في وصية وادسدون [الإنجليزية] (غرفة 2أ (الحالة 6ب). الكأس مصنوعة من زجاج شفاف، مطلي بالمينا ومذهب، مثبتة على قدم من الفضة المذهبة المنقوشة بزهور الزنبق. بالقرب من الحافة، يظهر نقش باللون الذهبي على أرضية زرقاء: يمكن تتبع الخط إلى الشاعر قشاجم (توفي حوالي عام 961)، ويُقرأ:
أسفل النقش، يجلس أمير بين خادمين يحملان سيوفًا؛ وخلفهما ثلاثة خدم آخرين، أحدهم يحمل عصا بولو. صُممت الأشكال بالمينا البيضاء السميكة، المطلية بالذهب الرقيق، وتحتوي على تفاصيل باللونين الأحمر والأزرق. يحتوي الكأس على حافة مسطحة للقدم مع لفة من الداخل. ثُبِّت في الحامل بواسطة أوراق الشجر؛ الساق منقوش عليها أزواج من الطيور جالسة على الأغصان؛ مقبض من الكريستال المضلع؛ القاعدة منقوش عليها زهور الزنبق في حفاضات معينة. يبلغ ارتفاع الكأس 10.6 بوصة (270 مم).
كان العنصر الأصلي عبارة عن كأس زجاجي، ولكن بعد استيلاء الفرنجة عليه، حولوه إلى كأس بساق ممدودة في فرنسا. الزجاج هو عمل إسلامي، ربما صُنع في الموصل أو دمشق أو مصر، في أوائل القرن الثالث عشر. يمكن أن يُعزى الكأس الزجاجي المزخرف نفسه إلى منطقة الجزيرة في شمال العراق وشمال سوريا، وربما إلى الرقة أو حلب، حيث كانت تعمل ورش الزجاج الرئيسة، ويمكن تأريخه على الأرجح إلى الفترة بين 1200 و1225.
الحامل عبارة عن كأس مطلي بالفضة ومزخرف بخيوط دقيقة مع حبة من الكريستال الصخري في منتصف الساق، ومن المرجح أنه صنع في باريس في فرنسا، في أواخر خمسينيات القرن الثالث عشر أو أوائل ستينيات القرن الثالث عشر. كانت هذه الكأس في حوزة عائلة بالمر، من لادبروك [الإنجليزية] في وركشير لفترة طويلة.
إن الحاكم والخدم يشبهون أولئك الذين وجدوا في مخطوطة كتاب الدرياق من منطقة الموصل أو شمال الجزيرة، ويرتدون نوعًا من الشربوش النموذجي من أغطية الرأس. كما أن أرديتهم وأغطية رؤوسهم ومواقفهم تشبه أيضًا الأشياء المعدنية التي يعود تاريخها إلى أوائل القرن الثالث عشر والتي يعود أصلها إلى الموصل أو شمال الجزيرة.

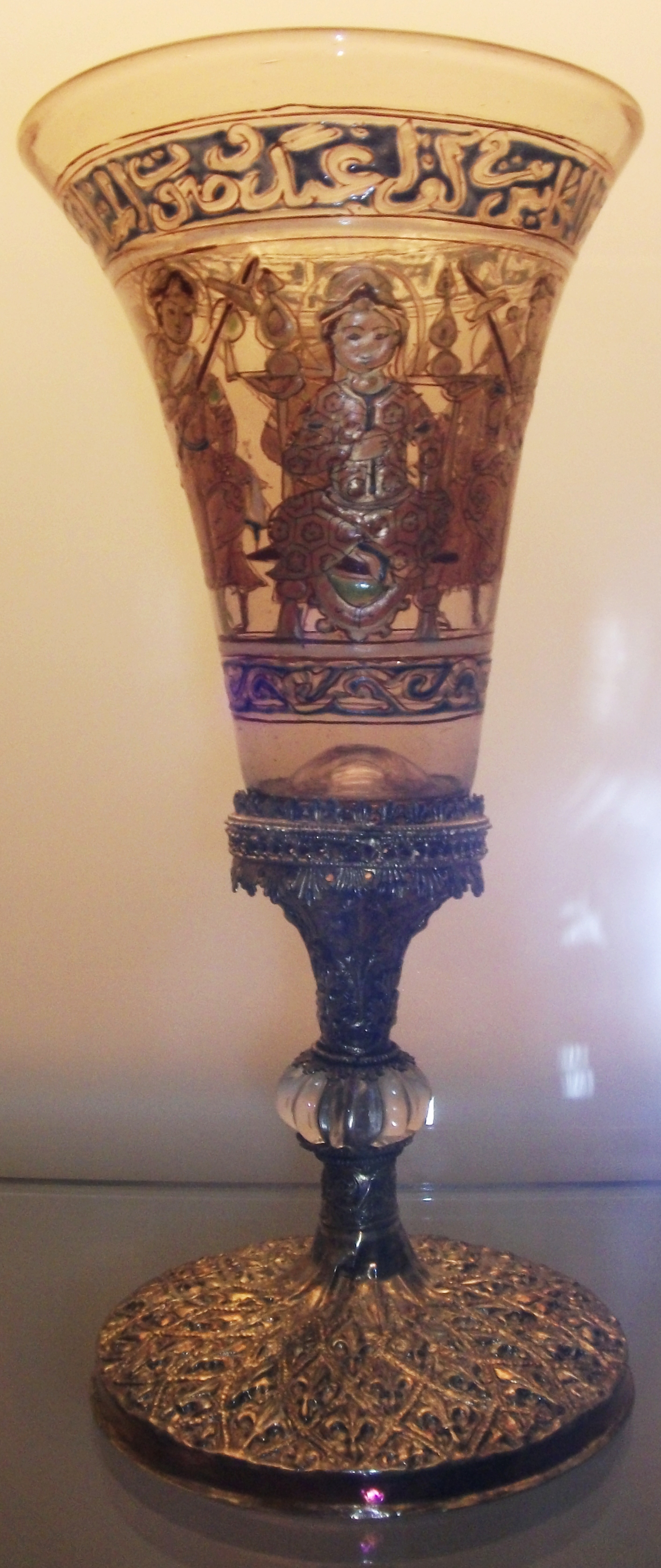
الكأس في المتحف البريطاني
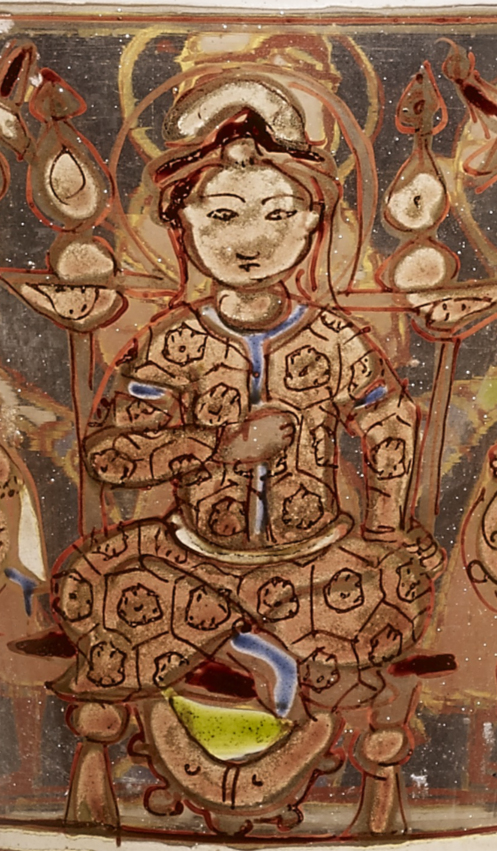
الحاكم جالس
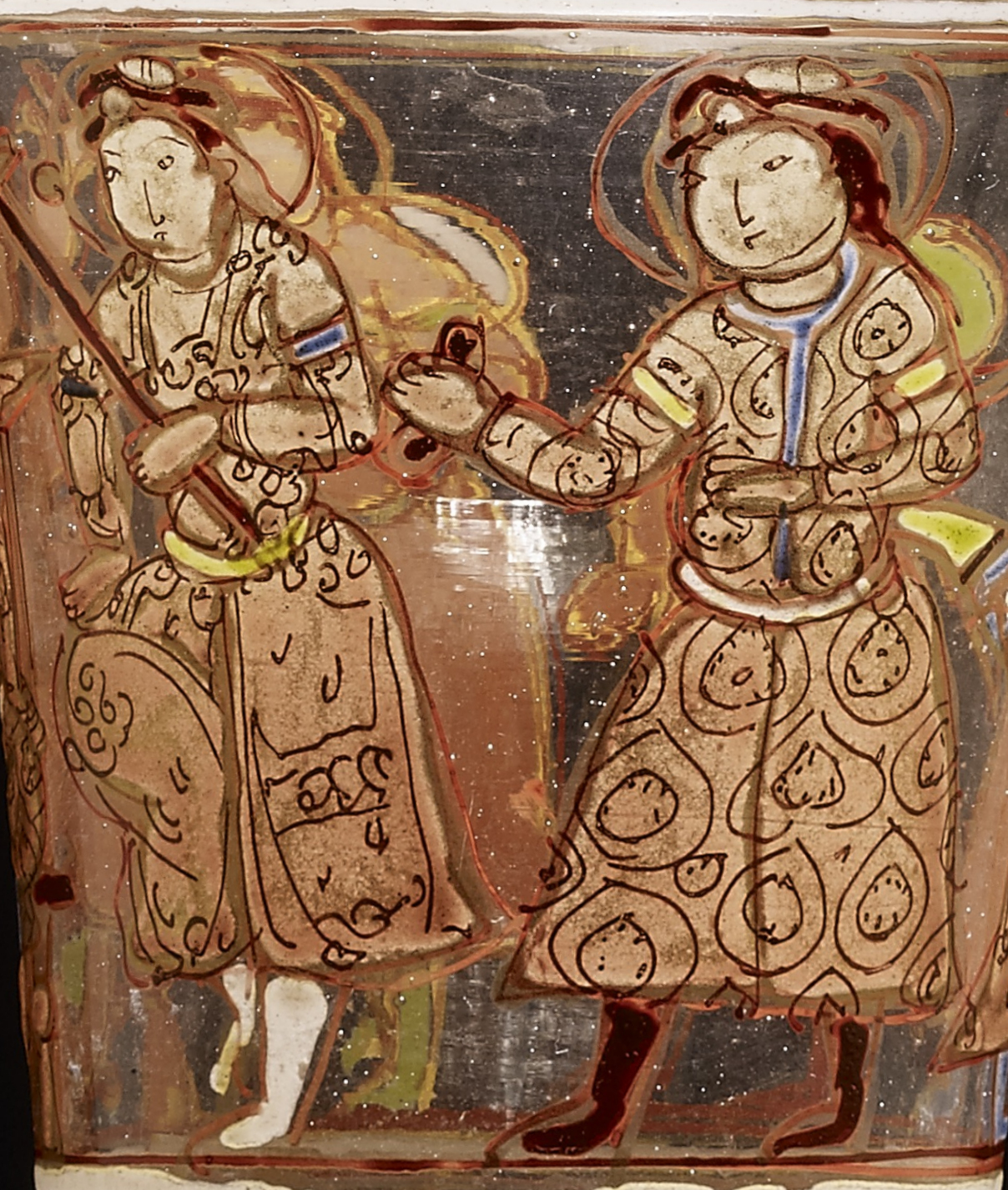
كأس بالمر، الحاضرون على اليمين
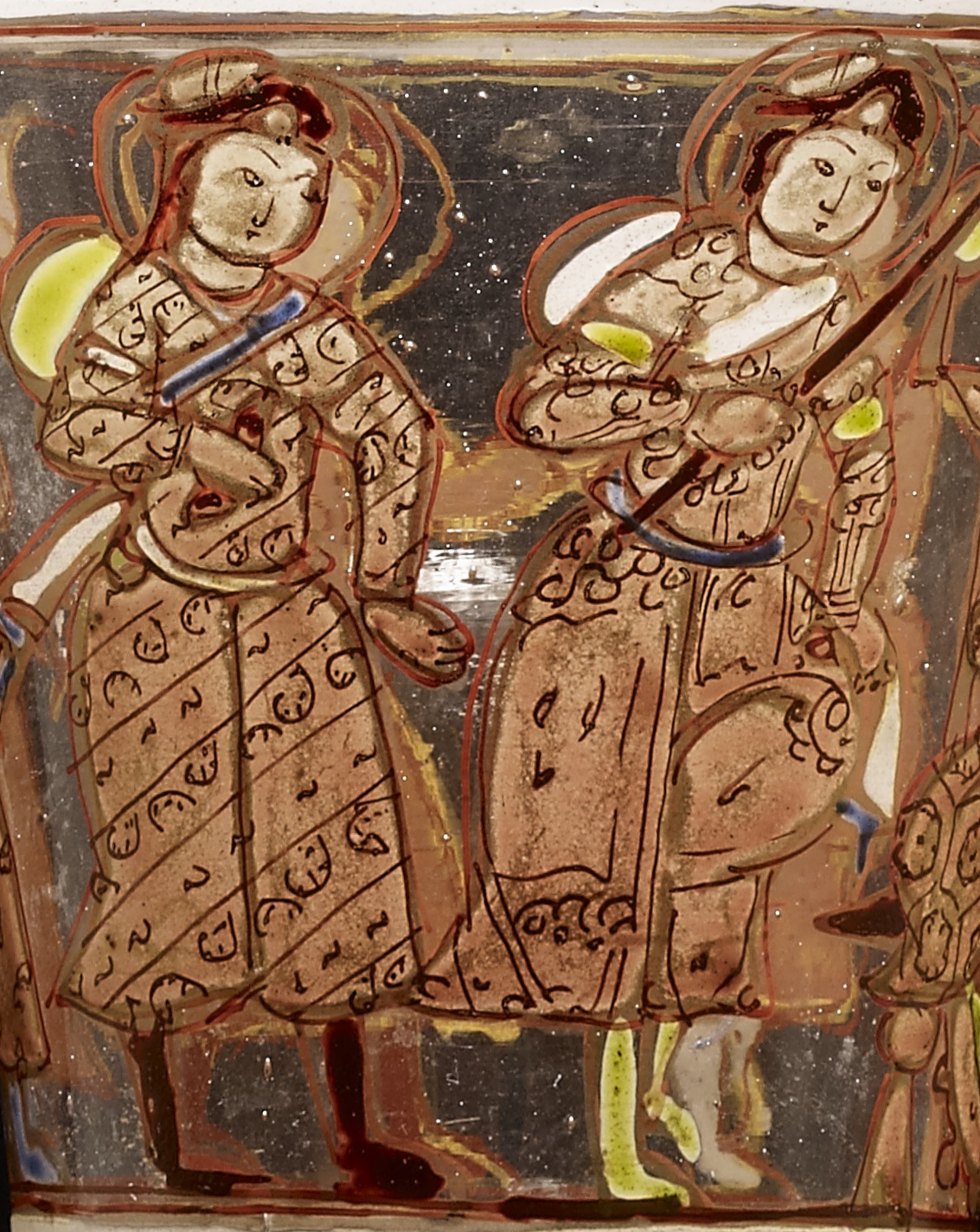
كأس بالمر، الحاضرون على اليسار